# هیل سیتی (داکوتای جنوبی)
هیل سیتی(به انگلیسی: Hill City) شهری در ایالت داکوتای جنوبی کشور ایالات متحده آمریکا است که جمعیت آن در سرشماری سال ۲۰۱۰ میلادی، ۹۴۸ نفر بوده‌است.